# Жуліньйо (футболіст, 1965)
Жуліо Сезар де Андраде Моура (порт. Júlio César de Andrade Moura), відомий як Жуліньйо (порт. Julinho, нар. 31 жовтня 1965, Салвадор) — бразильський і перуанський футболіст, що грав на позиції нападника, зокрема за «Спортінг Крістал» та національну збірну Перу.

## Клубна кар'єра
У дорослому футболі дебютував 1982 року виступами за команду «Віторія» (Салвадор), в якій провів один сезон. 
Своєю грою за цю команду привернув увагу представників тренерського штабу клубу  до складу якого приєднався 1984 року. Відіграв за команду з Ріо-де-Жанейро наступні два сезони своєї ігрової кар'єри.
Згодом з 1984 по 1990 рік грав у складі «Фламенго», «Аваї», «Трезі» та «Форталези».
1991 року прийняв пропозицію перейти до команди «Дефенсор Ліма» і перебрався до Перу. 1993 року перейшов до іншого місцевого клубу «Спортінг Крістал». У цій команді на наступні одинадцять сезонів став ключовою фігурою в атакуваьній ланці. Був одним з головних бомбардирів команди, маючи середню результативність на рівні 0,39 гола за гру першості. За цей час чотири рази виборював титул чемпіона Перу. Завершив професійну кар'єру футболіста виступами за «Спортинг Кристал» у 2003 році.

## Виступи за збірну
Виступаючи у Перу за «Спортінг Крістал», вже досить досвідчений нападник прийняв пропозицію отримати перуанське громадянство і 1996 року дебютував в офіційних матчах у складі національної збірної Перу.
Загалом протягом дворічної кар'єри в національній команді провів у її формі 12 матчів, забивши 2 голи.

## Титули і досягнення

### Командні
- Чемпіон Перу (4):

«Спортінг Крістал»: 1994, 1995, 1996, 2002

### Особисті
- Найкращий бомбардир чемпіонату Перу (1):

1995 (23 голи)